# Anton Denikin
Anton Iwanowicz Denikin (ros. Антон Иванович Деникин; ur. 16 grudnia 1872 w Łowiczu, zm. 8 sierpnia 1947 w Ann Arbor) – rosyjski wojskowy, generał lejtnant Armii Imperium Rosyjskiego, polityk i pisarz. Weteran wojny rosyjsko-japońskiej, I wojny światowej i wojny domowej w Rosji w czasie której początkowo dowodził Armią Ochotniczą a następnie Siłami Zbrojnymi Południa Rosji. Jeden z najważniejszych przywódców antybolszewickich sił podczas wojny domowej w Rosji. Przed swoją śmiercią Aleksandr Kołczak przekazał mu pełnomocnictwa najwyższej władzy w Rosji. W 1920 złożył dymisję na ręce Piotra Wrangla i udał się na emigrację.

## Życiorys
Jego ojciec, Iwan Jefimowicz Denikin (1807–1885), był chłopem pańszczyźnianym z guberni saratowskiej oddanym przez dziedzica w rekruty i w 1834 został wcielony do piechoty. Wziął udział w walkach na Węgrzech w 1849 oraz w wojnie krymskiej. W latach 1863–1864 służył w Warszawie, brał udział w tłumieniu powstania styczniowego. W 1869 przeszedł w stan spoczynku w stopniu majora i osiadł w Królestwie Polskim.
W 1871 Iwan Jefimowicz ożenił się z polską szwaczką, Elżbietą Wrzesińską (1843–1916). Matka Antona Denikina urodziła się w polskiej katolickiej rodzinie zubożałych drobnych właścicieli ziemskich. Po ślubie kobieta nie przeszła na prawosławie, a w domu mówiła w języku polskim. Do końca życia nie nauczyła się płynnie mówić po rosyjsku.
Anton w wieku trzech tygodni został ochrzczony w obrządku prawosławnym. Mając cztery lata, nauczył się czytać i pisać. Od dzieciństwa potrafił mówić po polsku i do końca życia tylko w tym języku porozumiewał się z matką. Problemy sprawiała mu natomiast polska ortografia, której poprawnie nie opanował. Rodzina Denikinów żyła skromnie i utrzymywała się z emerytury ojca, wynoszącej 36 rubli miesięcznie. Po śmierci ojca młody Denikin zaczął zarabiać na utrzymanie udzielaniem korepetycji bogatszym i lepiej sytuowanym kolegom. W 1890 jako ochotnik zgłosił się do 1 Pułku Strzelców. Mieszkał przez trzy miesiące w koszarach wojskowych w Płocku. Jeszcze w tym samym roku został przyjęty do szkoły wojskowej piechoty w Kijowie, którą ukończył w 1892, otrzymując awans na podporucznika. Od 1895 studiował w Nikołajewskiej Akademii Sztabu Generalnego, jednak jej nigdy nie ukończył.
Brał udział w wojnie rosyjsko-japońskiej, w której okazał się utalentowanym dowódcą. Został awansowany do stopnia pułkownika. Latem 1910 objął dowództwo nad 17 Archangielskim Pułkiem Piechoty z siedzibą w Żytomierzu. Potem został szefem sztabu Kijowskiego Okręgu Wojskowego. W przededniu wybuchu I wojny światowej został awansowany do stopnia generała majora. Oddelegowano go jako kwatermistrza do 8 Armii, pod dowództwem gen. Aleksieja Brusiłowa.
Po wybuchu I wojny światowej, 3 września 1914 objął dowództwo nad 4 Brygadą Strzelców (tzw. „Żelazną brygadą”). Niedługo później wkroczył z dowodzonymi przez siebie oddziałami do Gródka. Brygada Denikina, wykonując misje bojowe w Karpatach, zdobyła miasto i stację kolejową Medzilaborce, biorąc ok. 3700 jeńców, a także wiele broni i sprzętu wojskowego. W lutym 1915 4 Brygada Strzelców skierowana została do pomocy oddziałom gen. Aleksieja Kaledina. Wojskom rosyjskim udało się wyprzeć Austriaków za rzekę San. W marcu 1916 został ranny odłamkiem podczas walk w okopach. 24 maja 1916 awansowany do stopnia generała lejtnanta. Jako dowódca dywizji wziął udział w ofensywie Brusiłowa. Oddziały Denikina odbiły Łuck, zajęty wcześniej przez wojska austro-węgierskie. 9 września 1916 objął dowództwo nad 8 Korpusem Armijnym. Jednostka weszła w skład Frontu Rumuńskiego. Denikin otrzymał najwyższe rumuńskie odznaczenie wojskowe – Order Michała Walecznego. Na froncie rumuńskim zastała generała rewolucja lutowa i obalenie caratu w marcu 1917. Denikin poparł przemiany polityczne w Rosji, jego ówczesne poglądy zdaniem historyków zbliżone były do Partii Konstytucyjno-Demokratycznej.
Jeszcze w marcu 1917 został wezwany do Piotrogrodu przez Aleksandra Guczkowa, ministra wojny i marynarki w Rządzie Tymczasowym, i otrzymał propozycję objęcia stanowiska szefa sztabu głównodowodzącego armii rosyjskiej gen. Michaiła Aleksiejewa. Przyjął proponowaną ofertę. Po usunięciu Aleksiejewa ze stanowiska i zastąpieniu go przez generała Brusiłowa, odmówił pełnienia funkcji szefa sztabu. 13 czerwca 1917 został przeniesiony na stanowisko dowódcy Frontu Zachodniego. Uczestniczył w ostatniej wielkiej operacji sił rosyjskich przeciw wojskom państw centralnych. Potem, w sierpniu 1917, objął dowództwo nad Frontem Południowo-Zachodnim. Podczas spotkania w Mohylewie z generałem Ławrem Korniłowem, wyraził poparcie dla jego działań skierowanych przeciwko premierowi Aleksandrowi Kiereńskiemu. 11 września 1917, za udzielenie poparcia tzw. puczowi Korniłowa, został aresztowany i osadzony w więzieniu w Berdyczowie. Po jakimś czasie został przeniesiony do Bychowa, gdzie przebywali inni generałowie aresztowani w związku ze sprawą. Po przewrocie bolszewickim (rewolucji październikowej) został uwolniony przez żołnierzy I Korpusu Polskiego, stanowiących straż twierdzy, i zaopatrzony w fałszywe dokumenty na nazwisko polskiego oficera. Następnie udał się do Nowoczerkaska, gdzie trwało formowanie antybolszewickiej Armii Ochotniczej. Już w styczniu 1918 wziął udział w starciach z bolszewikami Władimira Antonowa-Owsiejenki. Żołnierze Denikina ponieśli ciężkie straty, ale odnieśli sukces taktyczny i powstrzymali ofensywę bolszewicką. Denikin, jako jeden z głównych i najbardziej aktywnych organizatorów jednostek ochotniczych, był na tym etapie często postrzegany jako faktyczny dowódca armii.
12 lutego 1918 został dowódcą 1 Dywizji Piechoty Armii Ochotniczej. Wkrótce później wziął udział w pierwszym marszu kubańskim. Generał Korniłow mianował wtedy Denikina swoim zastępcą. Ustalono, że po odbiciu z rąk bolszewików Jekaterynodaru Denikin obejmie stanowisko generalnego gubernatora miasta. Po nieudanym szturmie i śmierci generała Ławra Korniłowa, Denikin objął dowództwo nad Armią Ochotniczą i zarządził wycofanie szturmu na Jekaterynodar. W czerwcu 1918, dysponując siłami ok. 8-9 tysięcy żołnierzy, wydał rozkaz do rozpoczęcia drugiego marszu kubańskiego. Operacja zakończyła się pełnym sukcesem i rozgromieniem ponad stutysięcznej armii bolszewickiej. Denikin za swoją siedzibę obrał Jekaterynodar. Armia pod jego kontrolą liczyła wówczas ok. 12 tysięcy ludzi i została znacznie uzupełniona kilku tysięcznym oddziałem kozaków kubańskich pod dowództwem generała Andrieja Szkuro. Głównym kierunkiem polityki Denikina w tym czasie było rozwiązanie problemu stworzenia jednolitego frontu sił antybolszewickich na południu Rosji. Głównym problemem były relacje z Armią Dońską (dopiero 10 stycznia 1919 podporządkowała się ona dowództwu Denikina). Denikin negatywnie wypowiadał się na temat hetmana Pawło Skoropadskiego i Hetmanatu, państwa ukraińskiego pod protektoratem niemieckim. Skomplikowało to stosunki z dowództwem niemieckim i ograniczyło napływ ochotników do Armii Ochotniczej z kontrolowanych przez wojska niemieckie terenów Ukrainy i Krymu. Po śmierci generała Michaiła Aleksiejewa (8 października 1918) pozostał jedynym dowódcą Armii Ochotniczej, jednocząc w swoich rękach władzę wojskową i cywilną. W drugiej połowie 1918 Armia Ochotnicza pod jego komenda pokonała wojska Północnokaukaskiej Republiki Radzieckiej i zajęła całą zachodnią część Kaukazu Północnego.
W styczniu 1919 stanął na czele Sił Zbrojnych Południa Rosji. Siedzibę dowództwa przeniósł do Taganrogu. Wojska Denikina otrzymały duże ilości dostaw broni, sprzętu i amunicji od Ententy. W marcu 1919 rozpoczął operację wojskową mającą na celu zajęcie Donbasu. Siły Denikina wkroczyły do Charkowa, Jekaterynosława i Carycyna. W lipcu 1919 Włodzimierz Lenin, zaniepokojony sukcesami wojsk białych, wydał deklarację wzywającą do walki wszystkich sił z Denikinem.
25 czerwca 1919 oficjalnie uznał władzę admirała Aleksandra Kołczaka w Rosji. W sierpniu 1919 Denikin rozpoczął ze swoimi wojskami ofensywę na Moskwę. Jego oddziały odniosły duże sukcesy militarne na Ukrainie, zajmując kolejno: Połtawę, Mikołajów, Chersoń, Odessę i Kijów. Podczas zdobywania Kijowa żołnierze Armii Ochotniczej zetknęli się z oddziałami Armii Czynnej Ukraińskiej Republiki Ludowej, które prowadząc ofensywę przeciw bolszewikom równolegle wkroczyły do miasta od południowego zachodu. Denikin zażądał rozbrojenia sił ukraińskich. W konsekwencji Armia URL wycofała się z Kijowa na południowy zachód. Część wojsk ukraińskich, wywodząca się z Galicji Wschodniej dołączyła we wrześniu do wojsk białych. We wrześniu i październiku 1919 kontynuował ofensywę na Moskwę, której kulminacją było zajęcie w połowie października 1919 Orła przez siły Białych. Wkrótce potem nastąpiła kontrofensywa Armii Czerwonej, która doprowadziła w listopadzie 1919 do załamania frontu Sił Zbrojnych Południa Rosji i gwałtownego odwrotu na południe.
Na kontrolowanych przez siebie terytoriach wojska Denikina prowadziły biały terror wobec osób podejrzanych o sympatie prokomunistyczne. Przykładowo we wrześniu 1918, w mieście Majkop, siły gen. Wiktora Pokrowskiego rozstrzelały około 4000 osób. Prasa ruchu białych oskarżała ludność pochodzenia żydowskiego o sprzyjanie bolszewikom. Zdarzały się również liczne pogromy antyżydowskie. Armia Ochotnicza i ukraińskie formacje nacjonalistyczne przyczyniły się do śmierci kilkudziesięciu tysięcy Żydów na Ukrainie. Sam Denikin nie pochwalał terroru stosowanego przez część jego oddziałów.
W początkach marca 1920, w Noworosyjsku, Denikin powołał Rząd Południoworosyjski, w skład którego weszli Nikołaj M. Mielnikow (jako przewodniczący), gen. Nikołaj N. Baratow (jako minister spraw zagranicznych), gen. Anatolij K. Kielczewski, zmieniony następnie przez gen. Wasilija J. Wiaźmitinowa (jako minister wojny i marynarki wojennej) oraz Michaił W. Biernacki (jako minister finansów). Wobec ciągłych klęsk ponoszonych przez wojska antybolszewickie, już 30 marca 1920 rząd został przez Antona Denikina rozwiązany. W kwietniu 1920, już przebywając na Krymie, generał zrzekł się dowództwa na rzecz Piotra Wrangla i na pokładzie brytyjskiego okrętu wojennego udał się przez Konstantynopol do Wielkiej Brytanii. Najpierw dotarł do Southampton, stamtąd przyjechał do Londynu, gdzie został uroczyście powitany przez przedstawicieli brytyjskiego Ministerstwa Wojny oraz grupę polityków rosyjskich będących na emigracji. Prasa londyńska (w szczególności pisma „The Times” i „Daily Herald”) odnotowała przybycie generała w pełnych szacunku dla niego artykułach. Denikin przebywał w Wielkiej Brytanii przez kilka miesięcy, mieszkał w Londynie, Pevensey i Eastbourne. W proteście przeciwko polityce rządu brytyjskiego w stosunku do Rosji bolszewickiej postanowił wyjechać do Belgii – osiadł z rodziną w Brukseli. Zrezygnował z działalności politycznej i zajął się pisaniem wspomnień oraz prac historycznych. W czerwcu 1922 przeniósł się na Węgry, mieszkał tam i pracował do 1925, początkowo w Sopronie, następnie kilka miesięcy w Budapeszcie, a potem osiadł w prowincjonalnym miasteczku nad Balatonem. Od 1925 do 1926 ponownie mieszkał w Brukseli. Wiosną 1926 osiadł ostatecznie w Paryżu, będącym ówcześnie centrum rosyjskiej emigracji. Jednocześnie często podróżował do Czechosłowacji i Jugosławii (ważnych ośrodków porewolucyjnej emigracji rosyjskiej), aby wygłaszać odczyty dotyczące historii Rosji. W 1931 ukończył pracę pt. „Stara Armia”, stanowiącą studium militarno-historyczne cesarskiej armii rosyjskiej przed i podczas I wojny światowej.
Anton Denikin zachował swój autorytet wśród białej emigracji rosyjskiej, ale miał również wielu zaciekłych krytyków. Wśród nich byli choćby generał Piotr Wrangel czy pisarz Iwan Sołoniewicz. Za błędy militarno-strategiczne podczas wojny domowej był krytykowany przez generała Nikołaja Gołowina. Denikin miał także trudne stosunki z Rosyjskim Związkiem Ogólnowojskowym, który miał inne od niego poglądy na temat dalszej kontynuacji walki z bolszewizmem. We wrześniu 1932 środowisko byłych żołnierzy Armii Ochotniczej utworzyło własną organizację, Związek Ochotników, na czele którego stanął Denikin. W 1936 założył gazetę „Ochotnik”, która była wydawana w Paryżu. W 1939, na krótko przed wybuchem II wojny światowej, wygłosił w Paryżu wykład pt. „Wydarzenia światowe i kwestia rosyjska”, który został później opublikowany jako osobna broszura. Nakreślił wtedy swoje stanowisko odnośnie do nadchodzącej wojny, w której udział ZSRR wydawał mu się nieunikniony. Po zajęciu Francji przez wojska niemieckie odmówił zarejestrowania się jako bezpaństwowiec. Argumentował, że jest obywatelem Imperium Rosyjskiego i nikt mu tego obywatelstwa nigdy nie odebrał. W 1942 władze niemieckie zaproponowały Denikinowi współpracę i przeniesienie się do Berlina. Zaproponowano mu objęcie dowództwa nad siłami antykomunistycznymi złożonymi z rosyjskich emigrantów, które miałyby walczyć przeciw Armii Czerwonej na froncie wschodnim. Denikin jednak stanowczo odmówił.
Pozostając zagorzałym wrogiem ustroju komunistycznego, wzywał rosyjskich emigrantów, aby nie wspierali Niemiec w wojnie z ZSRR (propagował hasło „Obrona Rosji i obalenie bolszewizmu”). Po wojnie ponownie zamieszkał w Paryżu. Kilka miesięcy później zdecydował się na wyjazd do Stanów Zjednoczonych. 8 grudnia 1945 wraz z rodziną na pokładzie parowca dotarł do Nowego Jorku. Tam kontynuował pracę nad autobiografią. W styczniu 1946 zwrócił się do gen. Dwighta Eisenhowera z apelem o zaprzestanie przymusowej deportacji do ZSRR byłych obywateli radzieckich, którzy w czasie wojny służyli w niemieckich formacjach wojskowych. Latem 1946 wydał memorandum pt. „Kwestia rosyjska”, skierowane do rządów Wielkiej Brytanii i Stanów Zjednoczonych. Zmarł na skutek zawału serca.
Został pochowany na cmentarzu w Detroit. Władze amerykańskie pożegnały go z honorami wojskowymi jako dowódcę sojuszniczej armii. 15 grudnia 1952 jego szczątki przeniesiono na cmentarz prawosławny w New Jersey.

## Sprowadzenie szczątków do Rosji i państwowy pogrzeb
W październiku 2005, zgodnie z wolą jego córki oraz z upoważnienia prezydenta Federacji Rosyjskiej Władimira Putina, zwłoki generała Antona Denikina zostały przeniesione ze Stanów Zjednoczonych do Rosji. Pochowane zostały z honorami wojskowymi w Monastyrze Dońskim w Moskwie. W maju 2009 na koszt państwa w Monastyrze Dońskim wzniesiono pomnik białych żołnierzy. Na grobie Denikina zainstalowano wtedy marmurowy nagrobek.

## Upamiętnienie
- W 2006 w Teodozji, na ścianie hotelu Astoria, wmurowano pamiątkową tablicę poświęconą ostatnim dniom pobytu generała Denikina w Rosji[31].
- 17 grudnia 2012 w Saratowie odsłonięto tablicę pamiątkową z okazji 140. rocznicy urodzin Antona Denikina[32].

## Ordery i odznaczenia
- Order Świętego Stanisława II klasy (1904)
- Order Świętego Stanisława III klasy (1902)
- Order Świętej Anny II klasy (1905)
- Order Świętej Anny III klasy (1904)
- Order Świętego Włodzimierza III klasy (1914)
- Order Świętego Włodzimierza IV klasy (1909)
- Order Świętego Jerzego III klasy (1915)
- Order Świętego Jerzego IV klasy (1915)
- Oręż Świętego Jerzego (dwukrotnie)
- Order Michała Walecznego III klasy (Rumunia, 1917)
- Krzyż Wojenny (Francja, 1917)
- Order Łaźni (Wielka Brytania, 1919)
- Krzyż Wielki Order Orła Białego (Serbia)
- Odznaka 1 Zimowej Kampanii Kubańskiej (1918)
- Medal Pamiątkowy Wojny Ojczystej (1912)

## Galeria

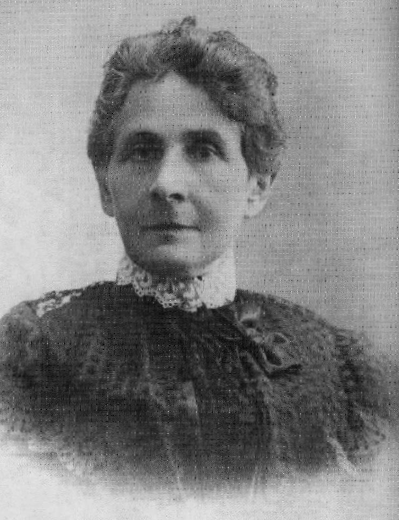
Elżbieta z Wrzesińskich, matka Antona Denikina
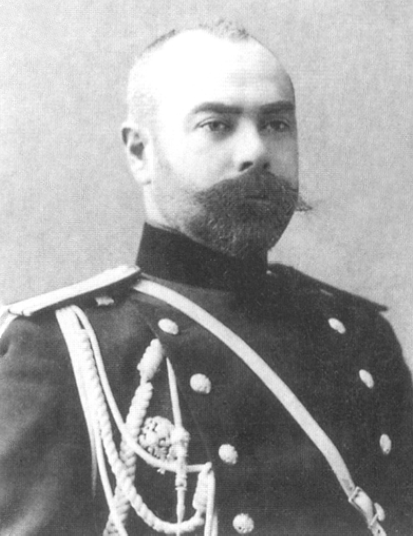
Denikin jako pułkownik w 1906
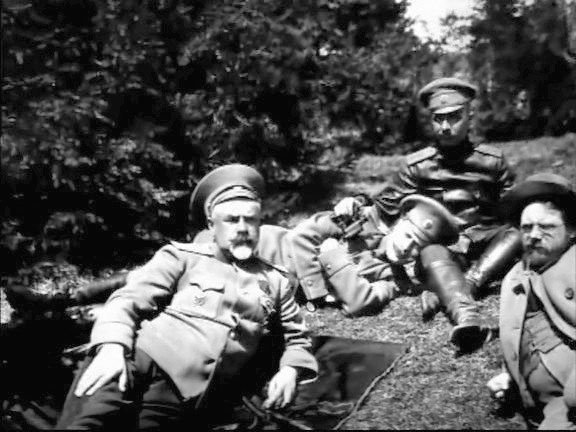
Denikin podczas I wojny światowej
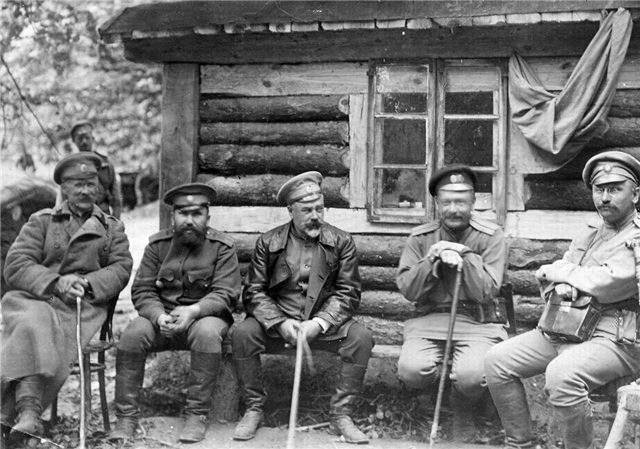
Anton Denikin wśród oficerów na froncie w 1916
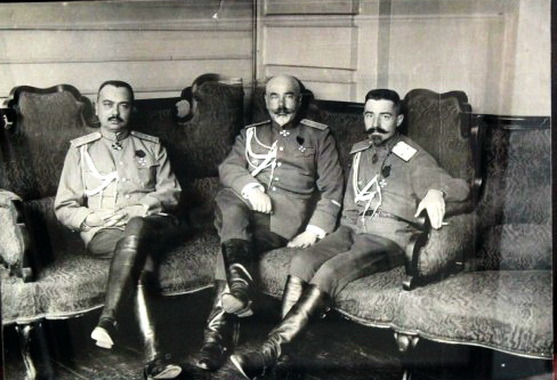
Generałowie Jakow Józefowicz, Anton Denikin i Siergiej Markow w Mohylewie w maju 1917
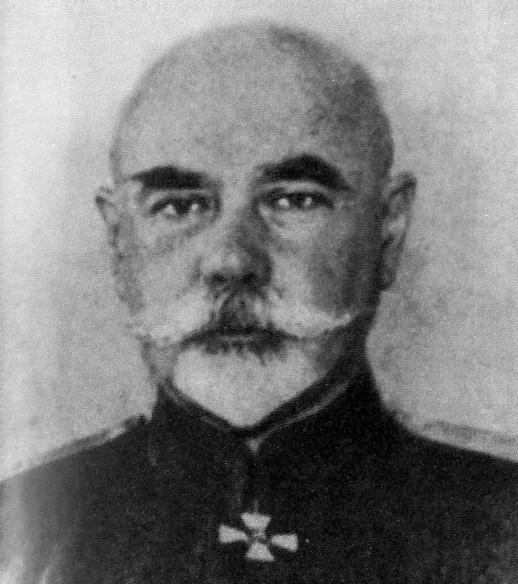
Anton Denikin w 1918
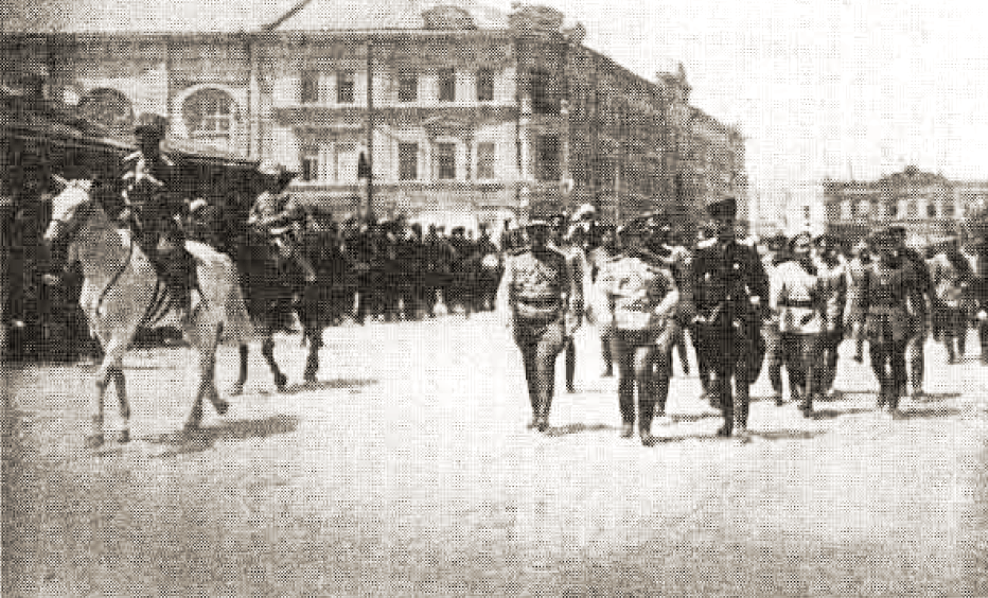
Anton Denikin i Piotr Wrangel wkraczający do Carycyna w 1919
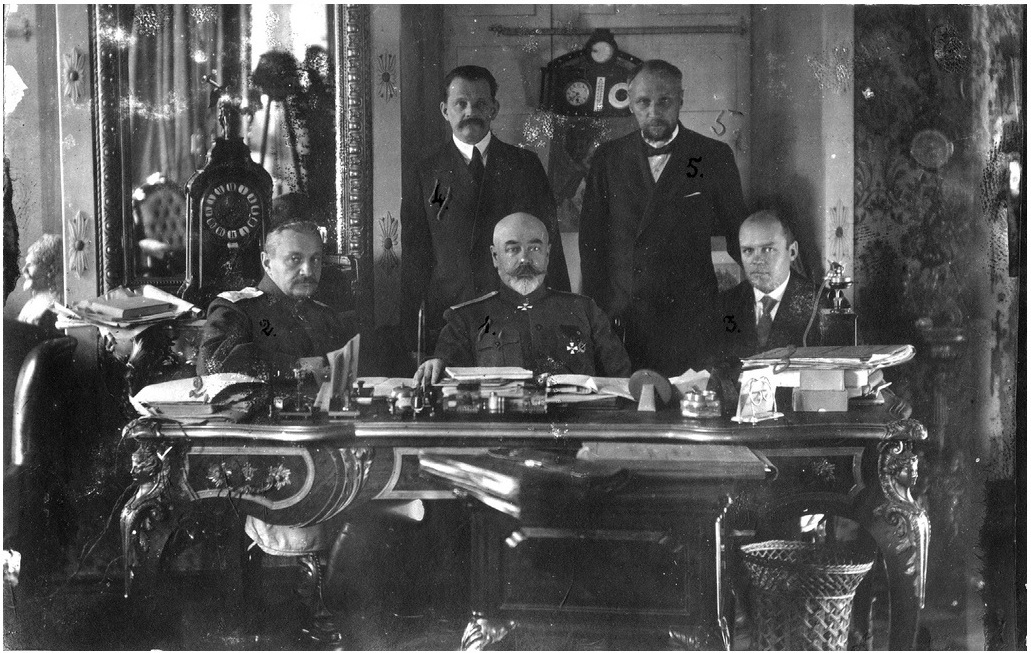
Lato 1919 w Taganrogu. Od lewej: generał Iwan Romanowski, generał Anton Denikin oraz Konstantin Sokołow. Stoją: Nikołaj Astrow i Nikanor Sawicz
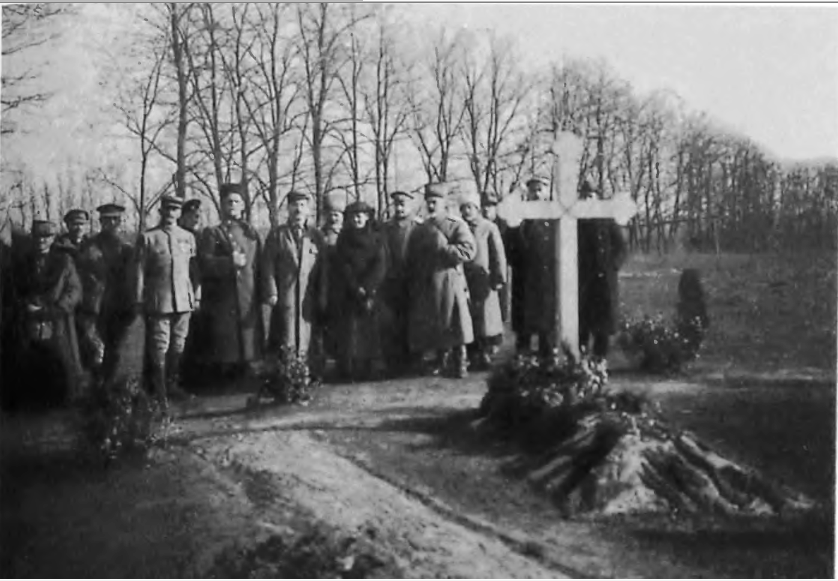
Denikin przy grobie generała Ławra Korniłowa w 1919
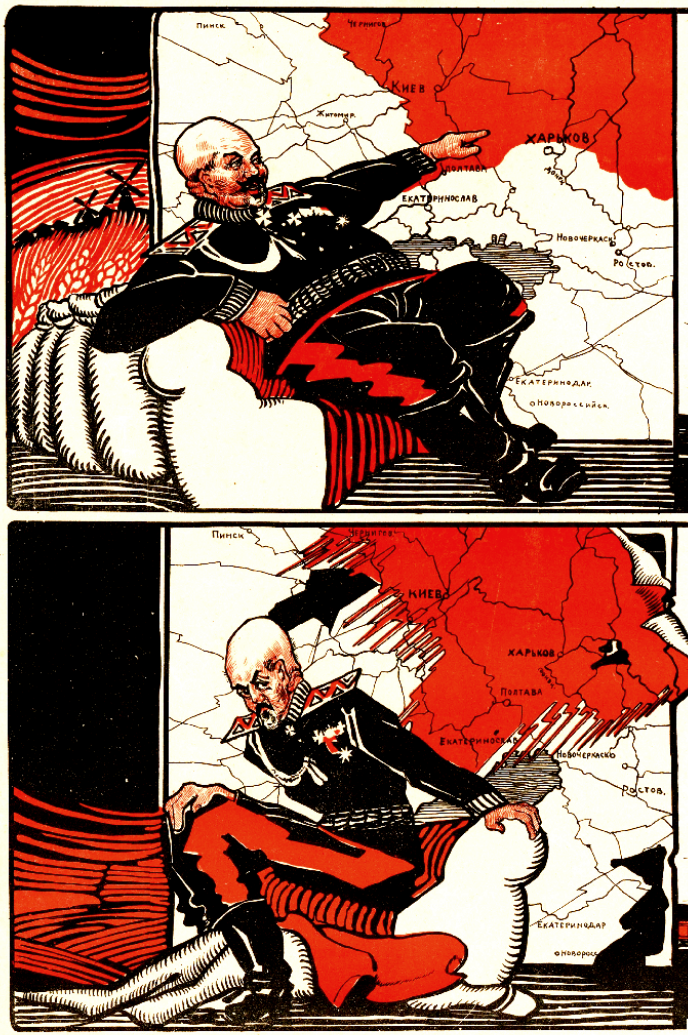
Satyryczny plakat bolszewicki ukazujący generała Antona Denikina
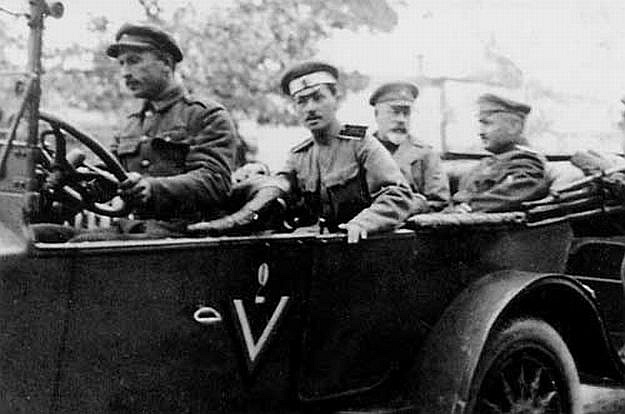
Generałowie Anton Denikin i Iwan Romanowski w 1919
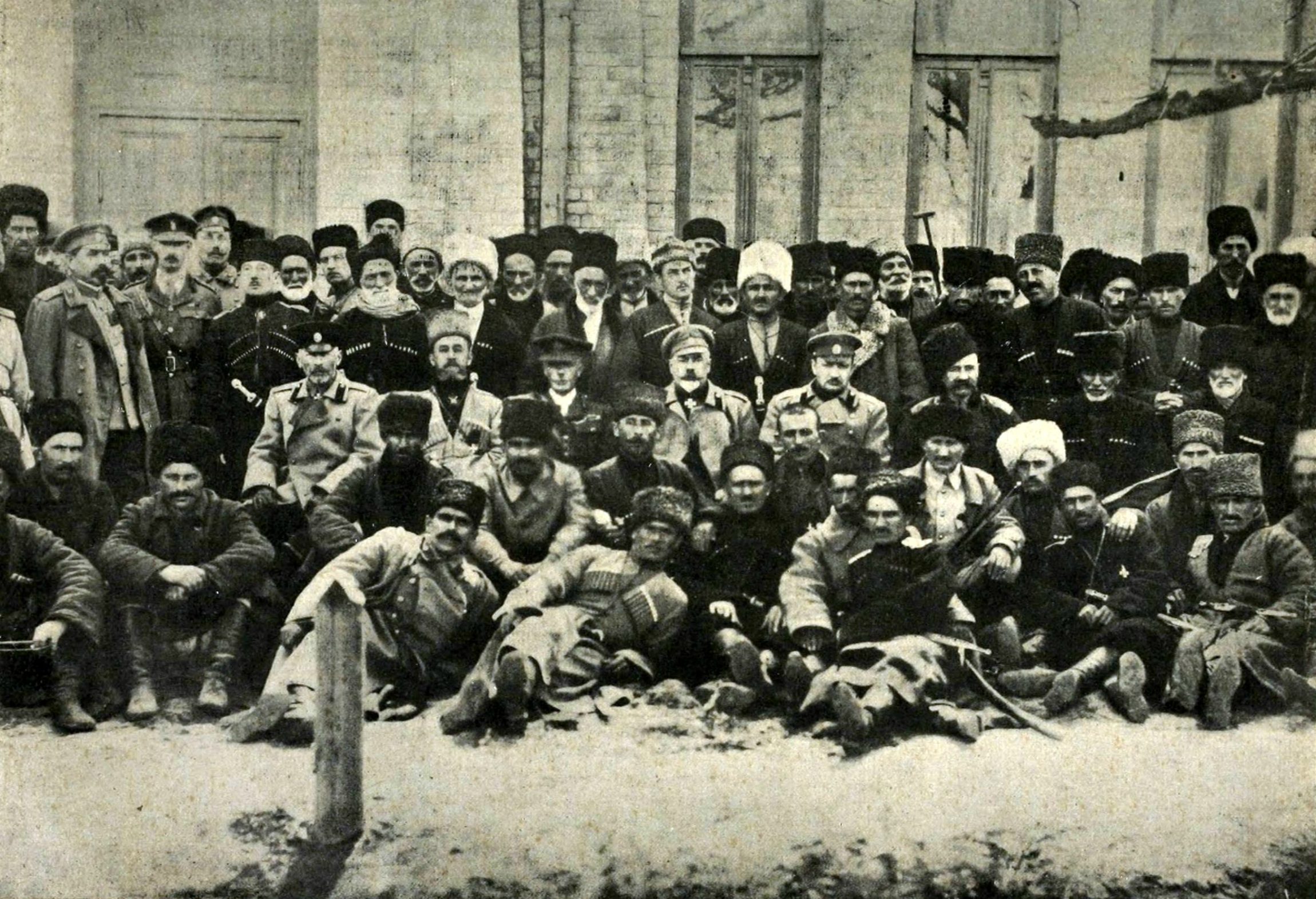
Anton Denikin na Kongresie Ludu Czeczeńskiego w Groznym
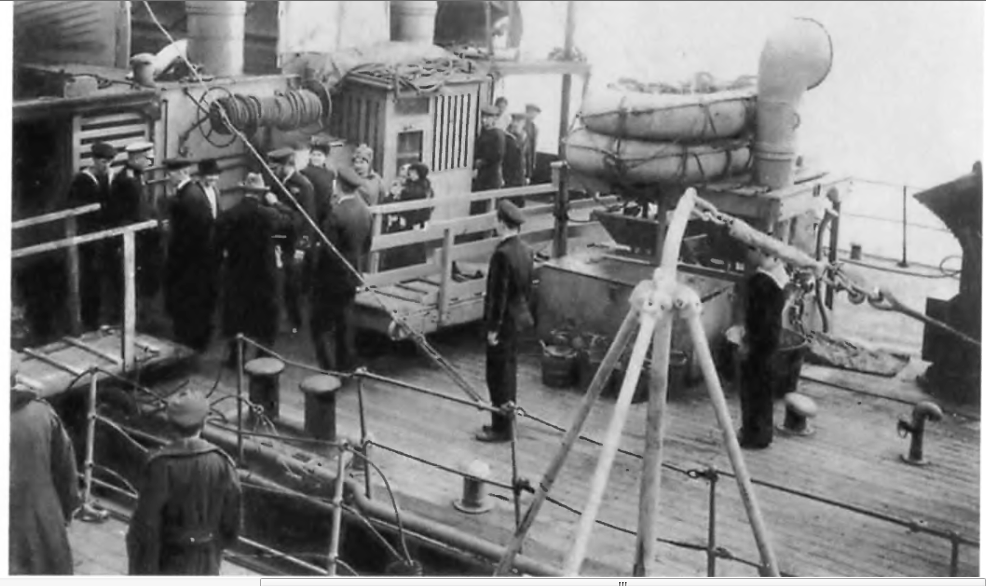
Anton Denikin w Noworosyjsku w 1920
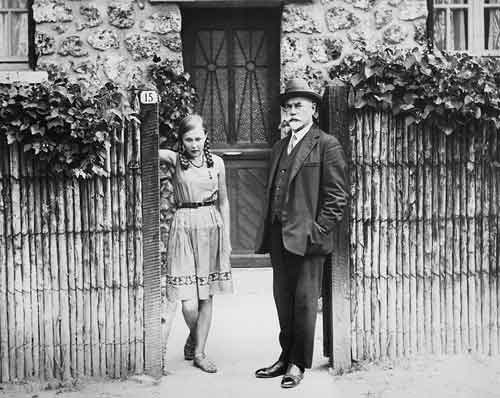
Denikin i jego córka Marina w 1933
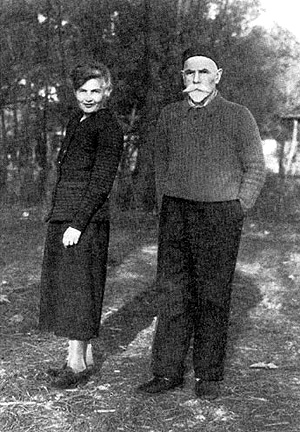
Denikin ze swoją żoną Ksenią w latach 30. XX wieku
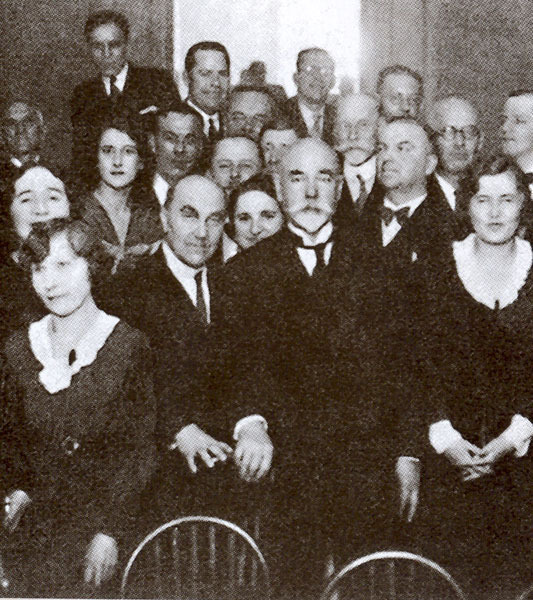
Anton Denikin wśród przedstawicieli rosyjskiej emigracji w Paryżu
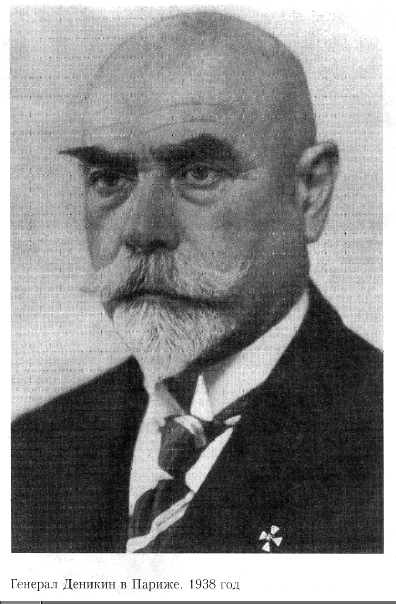
Anton Denikin w 1938, zdjęcie wykonane w Paryżu
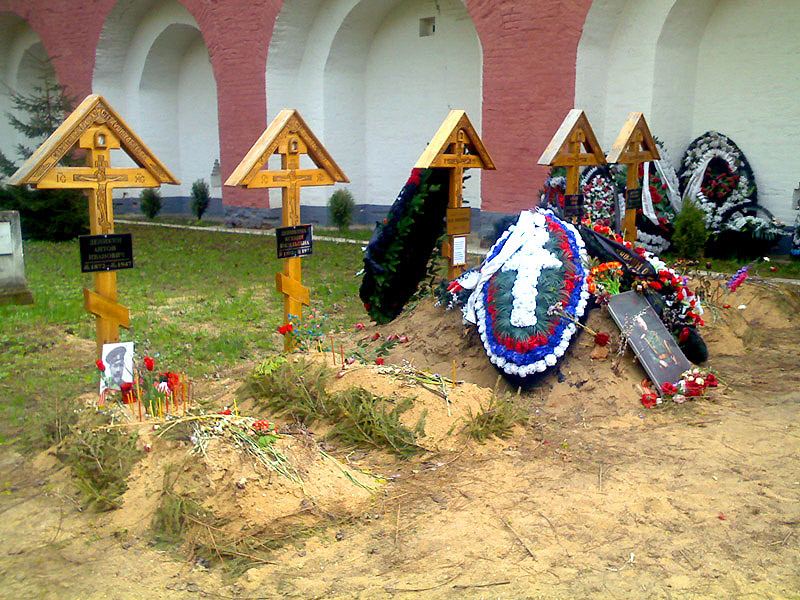
Grób Antona Denikina w Moskwie
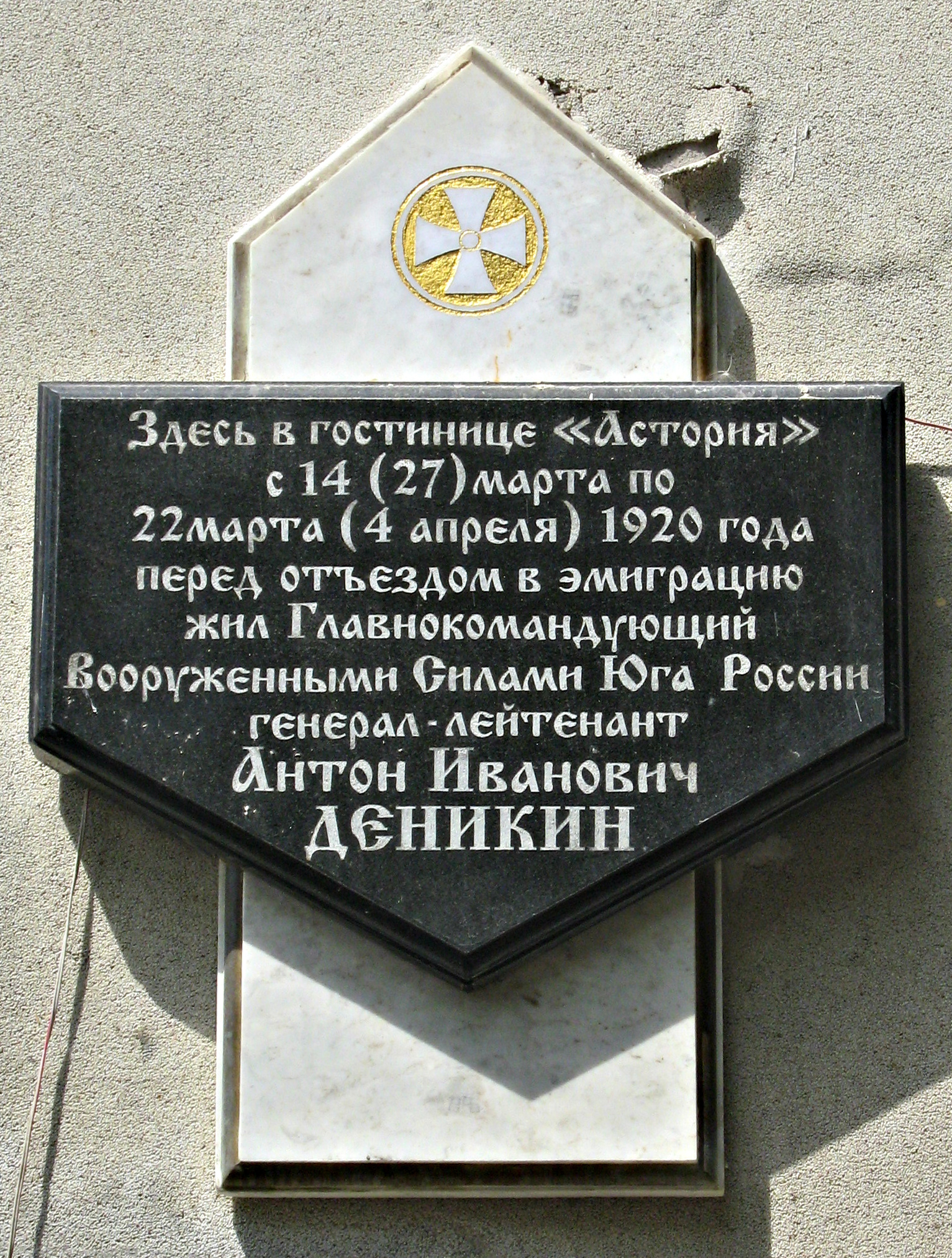
Tablica pamiątkowa poświęcona Antonowi Denikinowi w Teodozji

## Prace
Denikin na emigracji napisał wiele książek m.in.:
- Droga rosyjskiego oficera [wspomnienia]
- Очерки русской смуты[33]
- The career of a Tsarist officer: Memoirs, 1872-1916. University of Minnesota Press, Minneapolis 1975, ISBN 0-8166-0698-6 (Путь русского офицера, „Put’ russkogo oficera” 1953)
- The Russian turmoil, memoirs, military, social and political. Hutchinson, London 1920 (Очерки русской смуты, Париж, 1921-1923; „Oczerki russkoj smuty”, Zarys dziejów anarchii w Rosji)
- The White Army. Cape, London 1930 (polskie wydanie: Biała Armia. Wyd. DeReggio, 2024, Warszawa[34].)
- World events and the Russian problem. Imprimerie rapide C.T., Paris 1939
- The Russian problem. o.O. 1940